# DJ Balthazar

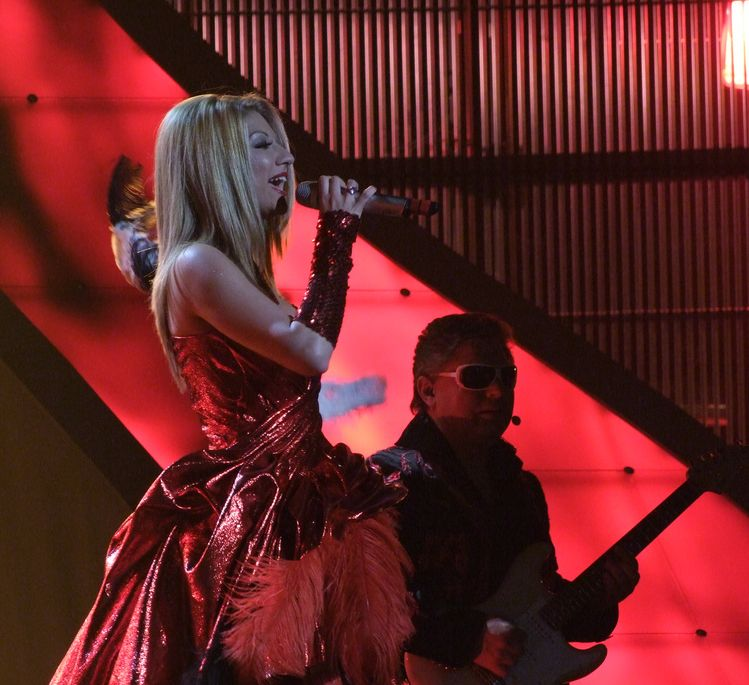
Deep Zone & Balthazar em Belgrado (2008)

DJ Balthazar é um DJ bulgaro. Balthazar foi um dos representantes da Bulgária no Festival Eurovisão da Canção 2008.